# Lucha territorial
Lucha territorial es un término que describe un problema común en las grandes burocracias cuando dos divisiones se disputan el acceso a los recursos o al capital. Pueden llegar a romper debido a un mal manejo de la situación dentro de la jerarquía burocrática.
 “… La revisión de la política de Obama no especificó cómo convertiría muchos de los objetivos en realidades prácticas, y nada dijo acerca de resolver las luchas territoriales entre el Pentágono, la Agencia Nacional de Seguridad, el Departamento de Seguridad Nacional y otras instancias respecto a la conducción de ciberoperaciones defensivas y ofensivas.”
También puede describirse como la contención para cualquier recurso entre una o más partes que da como resultado una confrontación.
En inglés, el término turf war quizá se originó al hacer referencia al hecho de que dos equipos de fútbol americano se enfrentan en ocasiones sobre pasto y en ocasiones sobre césped artificial.
Las luchas territoriales también se dan entre bandas callejeras (inicialmente entre las bandas de latinos, principalmente en Chicago) para controlar una zona particular, sobre todo para la venta de drogas.